# لويس كونتي أغويرو
لويس كونتي أجويرو (من مواليد 6 يوليو 1924 في سانتياغو دي كوبا - توفي في 12 يوليو 2025 في ميامي) كان سياسيًا، مؤرخًا وصحفيًا كوباياً. بعد الثورة الكوبية في 1959، ذهب في المنفى إلى الولايات المتحدة حيث استمر في أنشطته السياسية والكتابة. كان من أبرز الشخصيات التي صوتت ضد النظام الكوبي الجديد الذي أسسه فيدل كاسترو.

## مسيرته
لويس كونتي أجويرو وُلد في سانتياغو دي كوبا في 6 يوليو 1924. حصل على درجة الدكتوراه في الفلسفة والآداب من جامعة هافانا في عام 1946. منذ شبابه، كان ناشطًا في الحركات الداعية للديمقراطية وحقوق الشعب الكوبي، وكان عضوًا في حزب الأورتودوكس. كما وقف إلى جانب القضية التي دافع عنها المهاجمون على ثكنة مونكادا بعد انقلاب فولغنسيو باتيستا، وكان من المؤيدين لفيدل كاسترو، الذي حظي باحترامه وثقته في البداية. ومع ذلك، بدأ يفترق في أفكاره عن قائد الثورة الكوبية عندما اتجه كاسترو نحو الشيوعية.
كونتي كان أيضًا معلقًا في الراديو والتلفزيون، وناشطًا في حزب الأورتودوكس، وشارك في لحظات هامة مثل مراسم إعلان إدواردو شيباس الأخيرة للشعب الكوبي قبل أن يُطلق النار على نفسه. كما كان جزءًا من الموكب الجنائزي لضحايا العملية الفاشلة على ثكنة مونكادا، حيث نظم دعوة للمشاركة الشعبية في جنازتهم بعدما حاولت السلطات العسكرية دفنهم في السر. بسبب هذه الأنشطة، تم اتهامه بـالترويج للجريمة وواجه محاكمة في 23 أكتوبر 1953 في نفس القضية التي تخص المهاجمين على الثكنة، وعلى الرغم من براءته، فقد قضى أيضًا بعض الوقت في السجن.
بينما كان المهاجمون في سجن جزيرة النخيل، تواصل كونتي مع فيدل كاسترو، وأجزاء من هذه المراسلات نُشرت في كتابه "رسائل من السجن: مقدمة لسيرة فيدل كاسترو". يُعتقد أن هذه المراسلات كانت جزءًا من الأسباب التي أدت إلى العداوة بينهما في وقت لاحق، حيث يظهر في الكتاب تطور الفكر السياسي لكاسترو.

## الانتماء السياسي
في شبابه، انضم لويس كونتي أجويرو إلى حزب الأورتودوكس الذي كان يحمل شعارات مثل «العار مقابل المال» و«نعدكم بعدم السرقة»، وكان يرمز إلى الحزب بالمكنسة التي تجرف كل الفساد من الدولة. بعد منفاه، تم تعيينه أمينًا عامًا لحزب الأورتودوكس.

## فترة الصداقة مع فيدل كاسترو
تظهر في رسائل المراسلة بين لويس كونتي أجويرو و فيدل كاسترو الإعجاب المتبادل. إليك بعض المقاطع من رسائله:
- "أنت القطعة التي تبرز من وسط الشعب، التي تتفوق على البيئة الفاسدة" (12 ديسمبر 1953).

- "ما زلت أحتفظ بالحزن لأنني لم أتمكن من إعطائك عناقًا وإظهار شكرنا عندما كنت مسجونًا في نفس هذا السجن" (12 يونيو 1954).

- "أصرح لك أن تقوم بأي تصريحات تراها ضرورية واتخاذ أي قرار تعتبره مناسبًا باسمي" (17 يوليو 1954).

- "ليديا ستخبرك بالكلمات والطريقة التي عبرت بها عن رأيي فيك: "الرجل المثالي غير موجود، ولكن لو كان موجودًا لكان لويس كونتي أجويرو" (31 يوليو 1954).

- "يمكن للمرء أن يجادل لصالحه بأنه بلا شك، الشاب ذو الأرفع سمعة وقدرة فكرية من الجيل الأخير للجمهورية" إلى خورخي ماناش (17 فبراير 1955).

عندما عفا فولغنسيو باتيستا عن السجناء في مونكادا، كانت أول تصريحات فيدل كاسترو في برنامج "أمام الصحافة" في محطة CMQ، وعند سؤاله عن الشخص الأكثر كفاءة لتولي رئاسة كوبا، أجاب فيدل كاسترو بأن الشخص المناسب هو لويس كونتي أجويرو.

## المذيع
كانت CMKR، إذاعة محافظة سانتياغو دي كوبا، التي أنشأها خايمي نادال في عام 1935، مرتبطة ارتباطًا وثيقًا بـ فليكس ب. كاينييت. كما تمت الإشارة إليها من قبل ريكاردو ميرندا كورتيس كواحدة من الشركاء في CMKW، إذاعة كادينا أورينتال، حيث عمل مع روبليث دي لا فيغا في برنامج "ساعة غوادالاجارا"، حيث كان المغني الدائم. نٌقلت هذه الإذاعة إلى هافانا قبل أسابيع من الهجوم على ثكنة مونكادا، وفي تلك الإذاعة قدم البرنامج الذي حمل اسم "يتحدث لويس كونتي أجويرو"، الذي جعله معروفًا في جميع أنحاء كوبا.
كان أيضًا مذيعًا في قناة تلي ميامي، وشارك في برامج صوت أمريكا (VOA) مثل "لقاء مع كوبا" و"صباح كوبا". كما عمل في إذاعة سوان حيث أرسل رسائل إلى المقاتلين في إسكامبراي عام 1964، وعمل في WRUL في نيويورك.

في السبعينيات، عمل في خدمة الأخبار الأمريكية (SAN)، أول وكالة أنباء باللغة الإسبانية، التي كانت مكاتبها تقع في مبنى الصحافة الوطنية في واشنطن، مع صحفيين آخرين مثل جاك أندرسون، وأرماندو غارسيا سيفريدو، وسانتياغو ري بيرنا وآخرين. ألقى خطابًا في الحفل الذي أقيم في 6 ديسمبر 2010 في نصب تذكاري لشهداء غزو خليج الخنازير، حيث قال:

«في هذا المساء المليء بالوعود والآمال، دعونا نحيي أيضًا، بتصفيق مستمر، النساء الشجاعات والمخلصات، دماسات بلانكو.»

## الانفصال والمنفى
حياة لويس كونتي أغويرو مرّت بين وجهات نظر متباينة. كان مُدانًا من قبل البعض وممدوحًا من قبل آخرين. في 22 مارس 1960، اتهم كونتي أغويرو الحزب الاشتراكي الشعبي بمؤامرة للاستيلاء على الحكومة.

بعد ذلك، في 28 مارس 1960 في هافانا، وأمام الميكروفونات الإذاعية وكاميرات التلفزيون الكوبية، اتهم فيدل كاسترو لويس أغويرو بإجراء حملات تقسيمية. يُعتقد أن السبب كان معارضته للشيوعية والانتقادات التي وجهها في رسالة مفتوحة، نُشرت في إذاعة "راديو بروجريس"، والتي تحدث فيها عن التغيير في المسار الذي يتناقض مع المواقف المعادية للشيوعية التي أعلنها كاسترو علنًا في وقت سابق وفي رسائل من السجن. في ظهور تلفزيوني وإذاعي استمر أربع ساعات، اتهمه فيدل كاسترو بالخيانة بسبب انتقاده للنهج الشيوعي للحكومة قائلاً:
"أعداء الثورة يدركون تمامًا الخدمة التي قدمها لهم لويس كونتي أغويرو، ولويس كونتي أغويرو يدرك تمامًا الخدمة التي قدمها لأعداء الثورة".
في ذلك اليوم، هاجمه حشد برعاية من راؤول كاسترو، وإميليو أراغونيس، ومانويل بينيرو، ووجهوا له الإهانات والضربات، وهم يهتفون: "الجدار للكونتي أغويرو!". فر لويس كونتي أغويرو من كوبا في 30 أكتوبر 1960، ووجد ملجأ في سفارة الأرجنتين قبل أن ينتقل إلى الولايات المتحدة.
في المواقف المختلفة، يُمدح من قبل المجموعات المعارضة والشخصيات العالمية. هو من الأشخاص الذين كانت لهم بعض العلاقات أو التواصل مع الحكومة الأمريكية. كٌرم من قبل رونالد ريغان وجورج بوش الابن، الذين أثنوا كتابيًا على صداقته. في عام 1962، تلقى رسالة شخصية من الرئيس جون ف. كينيدي بعد غزو خليج الخنازير، ودُعي إلى البيت الأبيض من قبله قبل أزمة الصواريخ الكوبية في 1962. كما التقى مع الرؤساء ليندون ب. جونسون، ريتشارد نيكسون، جيرالد فورد، جيمي كارتر، وجورج بوش الأب.
وتستمر الاتهامات من خصومه حتى اليوم، حيث يرفض منتقدوه هذه العلاقات مع البيت الأبيض وأخرى مثل لويس بوسادا كاريلس، المتهم بتفجير الرحلة 455 لطائرة كوبية.

## منشوراته
- إدواردو شيباس، بطل كوبا. منشورات لا موديرنا بويزيا، ميامي، 1987.
- أربعون كتابًا في التاريخ، الفلسفة، السياسة، البلاغة، الاقتصاد، والشعر.
- رسائل من السجن: تمهيد لسيرة فيدل كاسترو، نشرت في هافانا بواسطة منشورات ليكس عام 1959.
- "مجموعة لويس كونتي أغيرو"، تم التبرع بها إلى مجموعة التراث الكوبي في مكتبة جامعة ميامي.[8]
- ذكرياتي. كوبا وأمريكا، المجموعة التاريخية، مايو 2014.

## العضويات:
- رئيس الأكاديمية الكوبية للتاريخ في فلوريدا.

- رئيس شركة النشر العالمية Universal Publishing Inc.

- فارس قائد رقم ووسام من النظام الإمبراطوري الإسباني Orden Hispánica de Carlos V، الجمعية الهرالدية الإسبانية.[9]

## الببليوغرافيا
- جيفارا، إرنستو: مقاطع من الحرب الثورية. كوبا 1959-1969. طبعة مع التعليقات. ناشر Editora Política. هافانا، 2005. ص. 69.

- فنسيدو، ل. كونتي أغويرو في النزاع الأرثوذكسي في منطقة سانتياجو دي كوبا، جريدة دياريو دي لا مارينا، 27 نوفمبر 1951، ص. 6

- أعلى صوت في الشرق: كونتي أغويرو، مجلة بوهيما، 30 مارس 1952، ص. 79

- كونتي أغويرو، لويس. تاريخ المحتال، لويس كاسيرو غويلين، مجلة بوهيما، 6 أبريل 1952، ص. 56

- كاسيرو، لويس. الأصوات الهادئة والمواقف العالية. مجلة بوهيما، 13 أبريل 1952، ص. 59

- كونتي أغويرو، لويس. أول هراء. مجلة بوهيما، 27 أبريل 1952، ص. 61

## روابط إضافية
- Luis Conte Agüero: “El pedazo de historia que me tocó vivir ya lo viví”
- Diario Cubadebate acerca de Luis Conte